# مملكة بازن
مملكة بازين كانت مملكة من العصور الوسطى المبكرة وكان مركزها في شمال شرق أفريقيا. وبحسب اليعقوبي، كانت واحدة من ست دول لشعب البجا، وكانت موجودة في المنطقة خلال القرن التاسع. كانت أراضي المملكة تقع بين أسوان ومصوع.
كان معظم السكان من شعب الكوناما الأصليين، الذين يطلق عليهم اسم "بازن" (أو في بعض الأحيان بادن، بازين، إلخ)، والذين مارسوا دينًا تقليديًا. وكان شعب البازن تحت حماية الإمبراطورية الحبشية. وقد اتضح ذلك في ما يسمى بحجر عيزانا،[محل شك] حيث يقال إن إمبراطور أكسوم الذي لم يُذكر اسمه دافع عن البازن من غزو نوبا. ومع انهيار مملكة أكسوم في عام 960 م، غزت عشائر البجا إريتريا الحالية وأنشأت عدة ممالك، بما في ذلك بازن.

## طالع أيضًا
- ممالك البجا
- سلطنة عفت
- سلطنة عدل
- مملكة بلجين
- مملكة جارن
- مملكة نجاش
- مملكة قطاعة
- مملكة_طنقيش

## ملحوظات
1. ↑  Elzein، Intisar Soghayroun (2004). Islamic Archaeology in the Sudan. Archaeopress. ص. 13. ISBN:1841716391. مؤرشف من الأصل في 2023-06-02. اطلع عليه بتاريخ 2015-03-03.